# آتسویا اوکودا
آتسویا اوکودا (انگلیسی: Atsuya Okuda؛ زادهٔ تاریخ ورودی نامعتبر است) موسیقی‌دان اهل ژاپن است.